# Gottlieb Fiedler
Gottlieb Fiedler, auch Fidler (* ca. 1660 in Ballenstedt; † (beigesetzt) 25. Juni 1705 in Wolfenbüttel) war ein deutscher Kammerschreiber, Opernlibrettist und Übersetzer.

## Leben
Gottlieb Fiedler wurde ca. 1660 als Sohn des Pfarrers Daniel Fi(e)dler in Ballenstedt im Fürstentum Anhalt-Bernburg geboren. Er studierte von 1677 bis 1687 an der philosophischen Fakultät in Leipzig, erwarb dort 1685 den Grad eines Baccalaureus und wurde 1687 Magister. Im Jahr 1689 immatrikulierte er sich an der Universität Helmstedt im Fürstentum Braunschweig-Wolfenbüttel. Ab Anfang der 1690er Jahre bis zu seinem Tod war Fiedler als Kammerschreiber des Erbprinzen August Wilhelm, Sohn Herzog Anton Ulrichs, tätig.
Neben seinem eigentlichen Beruf wirkte Fiedler auch als Librettist und Übersetzer mehrerer italienischer Opern ins Deutsche, womit er neben dem Dichter und Librettisten Friedrich Christian Bressand das Braunschweiger Musikleben nachhaltig förderte. Er schrieb im Auftrag des Erbprinzen den Text zu der von Johann Sigismund Kusser komponierten Oper Narcissus, die im Oktober 1692 zum Geburtstag Herzog Anton Ulrichs in Wolfenbüttel aufgeführt wurde. Ab 1695 übersetzte Fiedler für die Hamburger Oper am Gänsemarkt italienische Operntexte von Agostino Steffani und Ortensio Mauro. Diese gelangten später auch in Braunschweig, Wolfenbüttel und Salzdahlum zur Aufführung. Unter den von Fiedler übersetzten Werken befand sich die 1689 von Steffani komponierte Oper Enrico Leone, die in deutscher Sprache 1696 in Hamburg und 1697, 1699 und 1716 in Braunschweig unter dem Titel Heinrich der Löwe gespielt wurde. In Stuttgart fand die Aufführung 1702 unter dem Namen Mechtilde statt. Fiedler schuf Libretti für die von Georg Caspar Schürmann komponierten Opern Ixion und Leonilde. Zu seinem dichterischen Werk gehören der für Herzog Georg Ludwig 1703 verfasste Poetische Neujahrswunsch und die Sinnbilder für das Castrum Doloris zu Ehren der 1704 verstorbenen Herzogin Elisabeth Juliane, Gattin Anton Ulrichs.
Fiedler stand in brieflichem Kontakt mit Gottfried Wilhelm Leibniz, für dessen Welfengeschichte er in der Wolfenbütteler Herzog August Bibliothek mittelalterliche Handschriften exzerpierte.
Gottlieb Fiedler starb im Juni 1705 in Wolfenbüttel.

## Werke (Auswahl)

### Libretti
- Narcissus. 1693[1]
- Ixion. 1703/1704 (Digitalisat)
- Leonilde. 1704

### Libretti-Übersetzungen
- Der Hochmüthige Alexander. 1695
- Armida. 1695 (Digitalisat)
- Der großmüthige Roland. 1696
- Der siegende Alcides. 1696
- Der in seiner Freyheit vergnügte Alcibiades. 1697
- Die vereinigten Mit-Buhler oder die siegende Atalanta. 1698
- Triumph des Schicksals
- Pharamund
- Lucius verus
- Pyrrhus und Demetrius. Original: Alessandro Scarlatti: Pirro e Demetrio (1694). 1700